# Le Vingtième Siècle
Le XXe Siècle, från 1929 Le Vingtième Siècle, ("20:e århundradet") var en starkt kyrkvänlig och nationalistisk "katolsk tidning för trosfrågor och nyheter" utgiven i Belgien. Tidningen utgavs mellan 1895 och 1940.
Le Vingtième Siècle är i dag ihågkommen bland annat tack vare barnbilagan Le Petit Vingtième, som tillkom på initiativ av den dåvarande chefredaktören, abbé Norbert Wallez, och där Tintin publicerades för första gången. Första avsnittet av Tintin i Sovjet publicerades i Le Petit Vingtième 10 januari 1929.
Hergé arbetade troget kvar på tidningen ända tills den lades ner och många av hans kända figurer har debuterat i denna bilaga. Sista numret gavs ut 13 maj 1940 på grund av andra världskriget, 